# Aartsbisdom Gagnoa

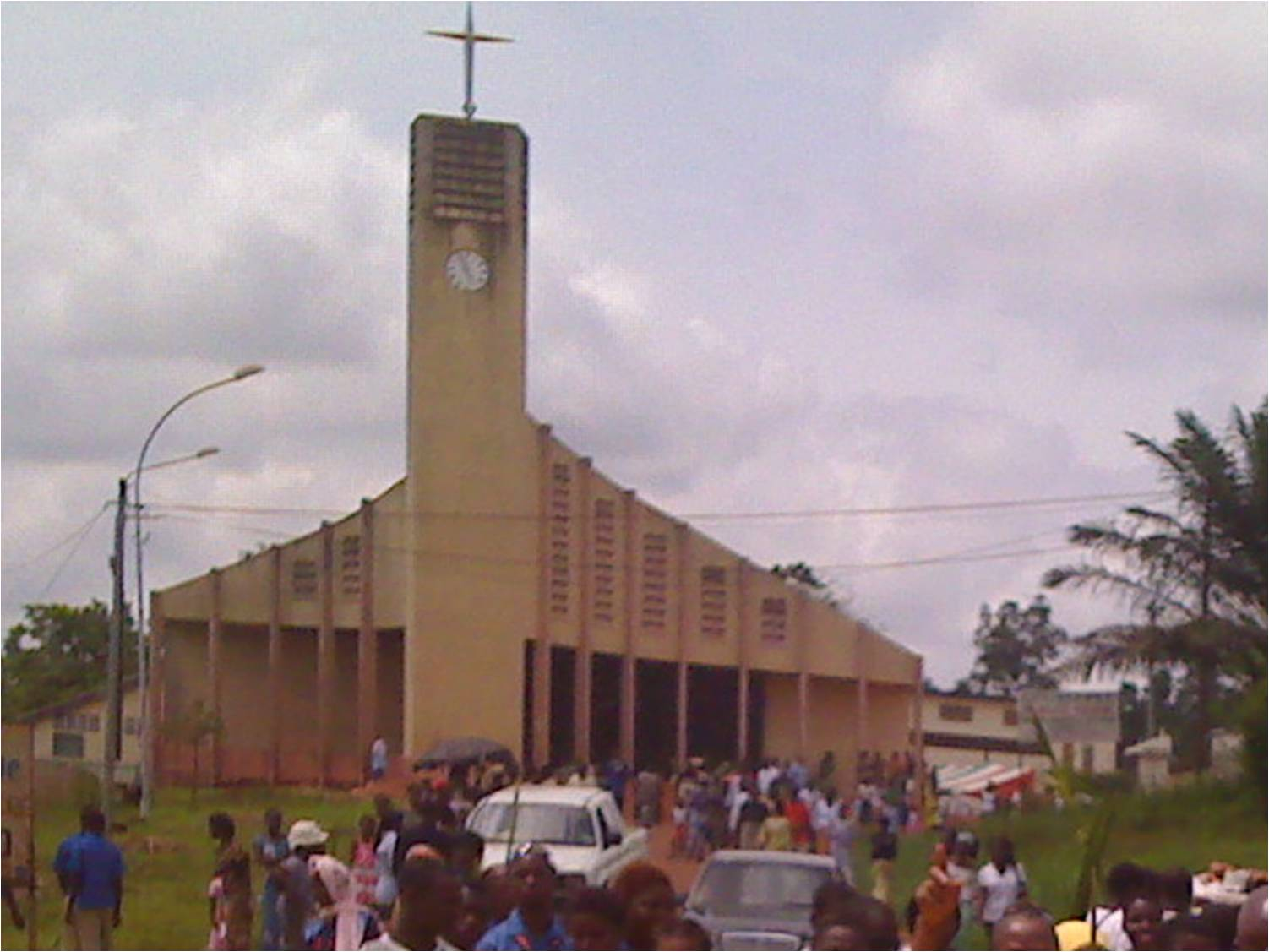
Sint-Annakathedraal van Gagnoa

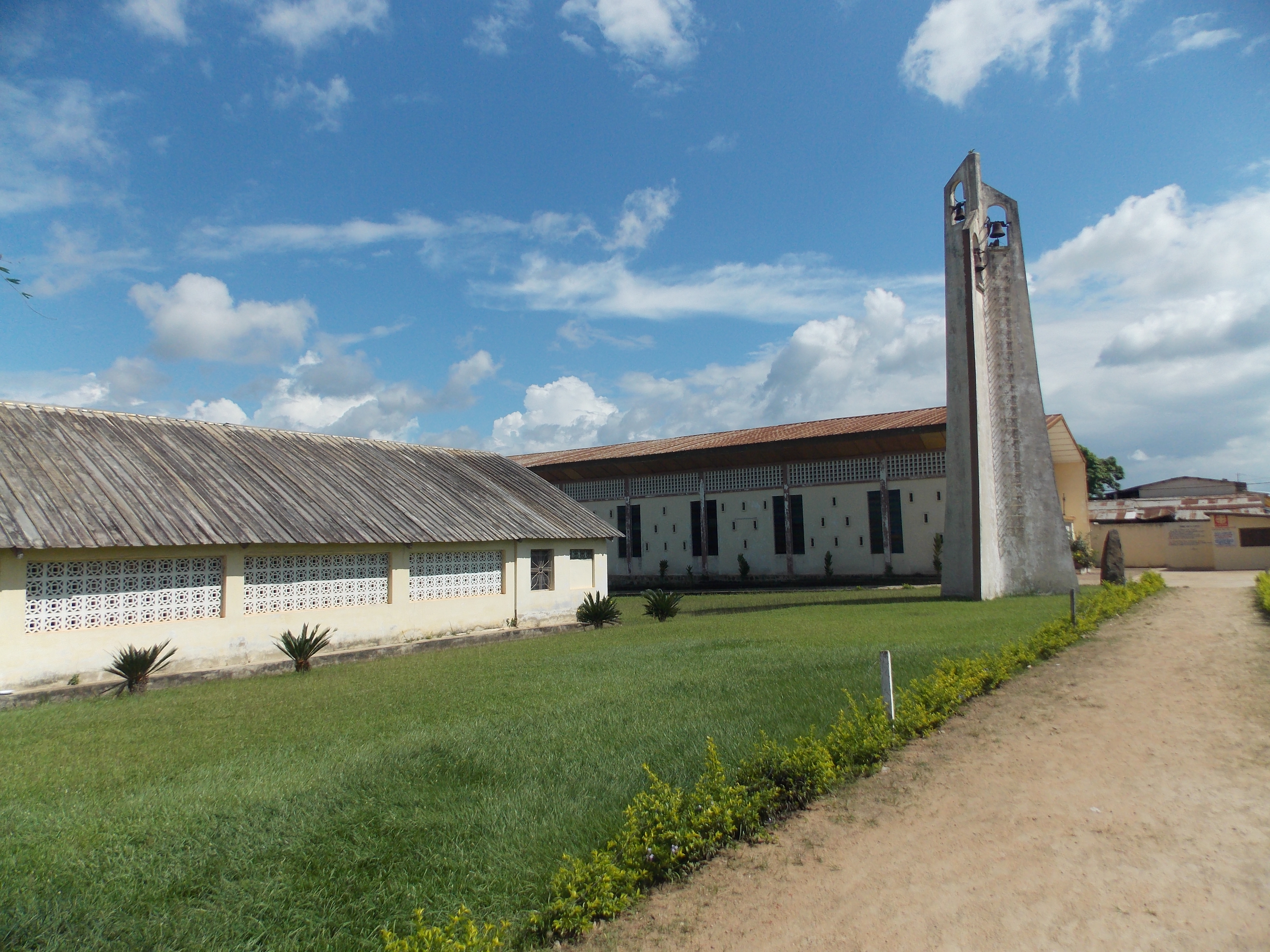
Parochiekerk van Soubré gewijd aan de Heilige Martelaren van Oeganda

Het aartsbisdom Gagnoa (Latijn: Archidioecesis Gagnoaensis) is een rooms-katholiek aartsbisdom met als zetel Gagnoa in Ivoorkust. De kathedraal van Gagnoa is gewijd aan Sint-Anna. 
Het aartsbisdom is ontstaan uit het bisdom Gagnoa, opgericht in 1956 als suffragaan bisdom van Abidjan. In 1994 werd Gagnoa verheven tot aartsbisdom. 
Gagnoa heeft drie suffragane bisdommen:
- Daloa
- Man
- San Pedro-en-Côte d’Ivoire

In 2019 telde het aartsbisdom 42 parochies. Het heeft een oppervlakte van 21.951 km² en telde in 2019 2.483.000 inwoners waarvan 16% rooms-katholiek was. 

## Bisschoppen
- Jean Marie Etrillard, S.M.A. (1956-1971)
- Noël Kokora-Tekry (1971-2001)
- Jean-Pierre Kutwa (2001-2006)
- Barthélémy Djabla (2006-2008)
- Joseph Yapo Aké (2008-)

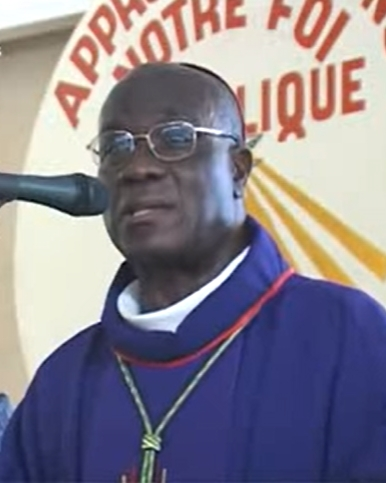
Jean-Pierre Kutwa werd in 2006 benoemd tot aartsbisschop van Abidjan